# Erromangomerel
De erromangomerel (Turdus pritzbueri) is een zangvogel uit de familie Turdidae (lijsters). Eerder werd deze vogel beschouwd als een ondersoort van de eilandmerel (T. poliocephalus).

## Verspreiding en leefgebied
Deze vogel komt voor in het zuiden van Vanuatu en telt twee ondersoorten.
- T. p. albifrons: Erromango.
- † T. p. pritzbueri: Tanna (uitgestorven).